# Фраде, Луиш
Луиш Диого Соуса Фраде (порт. Luís Diogo Sousa Frade; род. 11 сентября 1998, Риу-Тинту) — португальский гандболист, выступает за гандбольный клуб «Барселона» и сборную Португалии по гандболу. Участник летних Олимпийских игр 2020 года.

## Карьера

### Клубная
Луиш Фраде воспитывался в спортивной семье. Его родители занимались регби и баскетболом. Только в четырнадцать лет Луиш активно занялся спортом, тренируясь регулярно. В 2015 году входил в состав команды первого дивизиона «Агуас Сантас».
Летом 2018 года перешел в «Спортинг Лиссабон». С этим клубом дошел до 1/8 финала Лиги чемпионов КВЧ 2018/19 годов, а также занял второе место в чемпионате Португалии.
В 2020 году Фраде подписал контракт с «Барселоной». С этим клубом дважды выигрывал Лигу чемпионов.

### Международная карьера в сборной
За взрослую сборную Португалии Луис Фраде принимал участие в чемпионате Европы 2020 года, где Португалия стала шестой.
Был включен в состав сборной на Олимпийский турнир в Токио. Португальцы на том турнире, сыграв пять матчей группового этапа не смогли выйти в четвертьфинал.
В 2025 году принимал участие в играх чемпионата мира, который проходил в трёх странах. В составе сборной впервые в истории португальского гандбола вышел в полуфинал турнира. В упорном матче четвертьфинала в дополнительное время португальцы одолели сборную Германии.